# Bitwa pod Loos
Bitwa pod Loos – starcie zbrojne stoczone w dniach 25 września – 8 października 1915 roku na froncie zachodnim I wojny światowej. Była to największa brytyjska ofensywa przeciwko Niemcom w 1915 roku i pierwsza bitwa, w której alianci użyli gazów bojowych. Francuzi i Brytyjczycy próbowali przebić się przez niemiecką obronę na odcinku od Artois na północy do Szampanii, aby przywrócić wojnę manewrową na froncie zachodnim.
Pomimo ulepszonych metod walki, większej ilości zgromadzonej amunicji, nowocześniejszego sprzętu i użycia gazu, francusko-brytyjskie ataki zostały szybko powstrzymane przez Niemców, nie licząc utraty niewielkich skrawków terenu. Brytyjski atak gazowy nie był wystarczająco skuteczny, aby zneutralizować obrońców, a ostrzał artyleryjski okazał się zbyt krótki, aby zniszczyć drut kolczasty i gniazda karabinów maszynowych. Niemieckie fortyfikacje obronne i taktyka okazały się lepsze od wciąż przestarzałej armii brytyjskiej, a walki na froncie zachodnim trwale przybrały charakter wojny pozycyjnej.

## Tło
Po I bitwie nad Marną, która zniweczyła śmiałe dążenia Niemców do błyskawicznego zwycięstwa na Zachodzie, a także po niepowodzeniu francuskich prób przeniesienia wojny na ziemie Alzacji i Lotaryngii, na froncie doszło do impasu. W pierwszej połowie 1915 roku francuskie i brytyjskie próby przełamania niemieckiej obrony zakończyły się kosztownymi porażkami. W grudniu 1914 roku generalny dowódca armii niemieckiej, gen. Erich von Falkenhayn, został zmuszony do wycofania około 14 dywizji z frontu zachodniego w celu wzmocnienia wysiłków na froncie wschodnim. Francuski dowódca, generał Joseph Joffre, dostrzegł szansę na przełamanie niemieckich umocnień. Brytyjska część ofensywy miała zostać skierowana w rejon miejscowości Loos.
Feldmarszałkowie John French i Douglas Haig (dowódca 1 Armii) uznali teren na południe od kanału La Bassée, nad którym górowały kontrolowane przez Niemców hałdy żużlu i wieże kopalniane, za nieodpowiedni do ataku, zwłaszcza biorąc pod uwagę odkrycie w lipcu, że Niemcy budują drugą pozycję obronną za linią frontu. Na konferencji w Frévent 27 lipca Frenchowi nie udało się jednak przekonać marszałka Ferdinanda Focha, że atak dalej na północ daje większe szanse na sukces. Debata trwała do sierpnia, w międzyczasie Joffre opowiedział się po stronie Focha, a ostatecznie prośby brytyjskich dowódców polowych odrzucił 21 sierpnia feldmarszałek Horatio Kitchener, brytyjski sekretarz stanu ds. wojny.

### Broń chemiczna

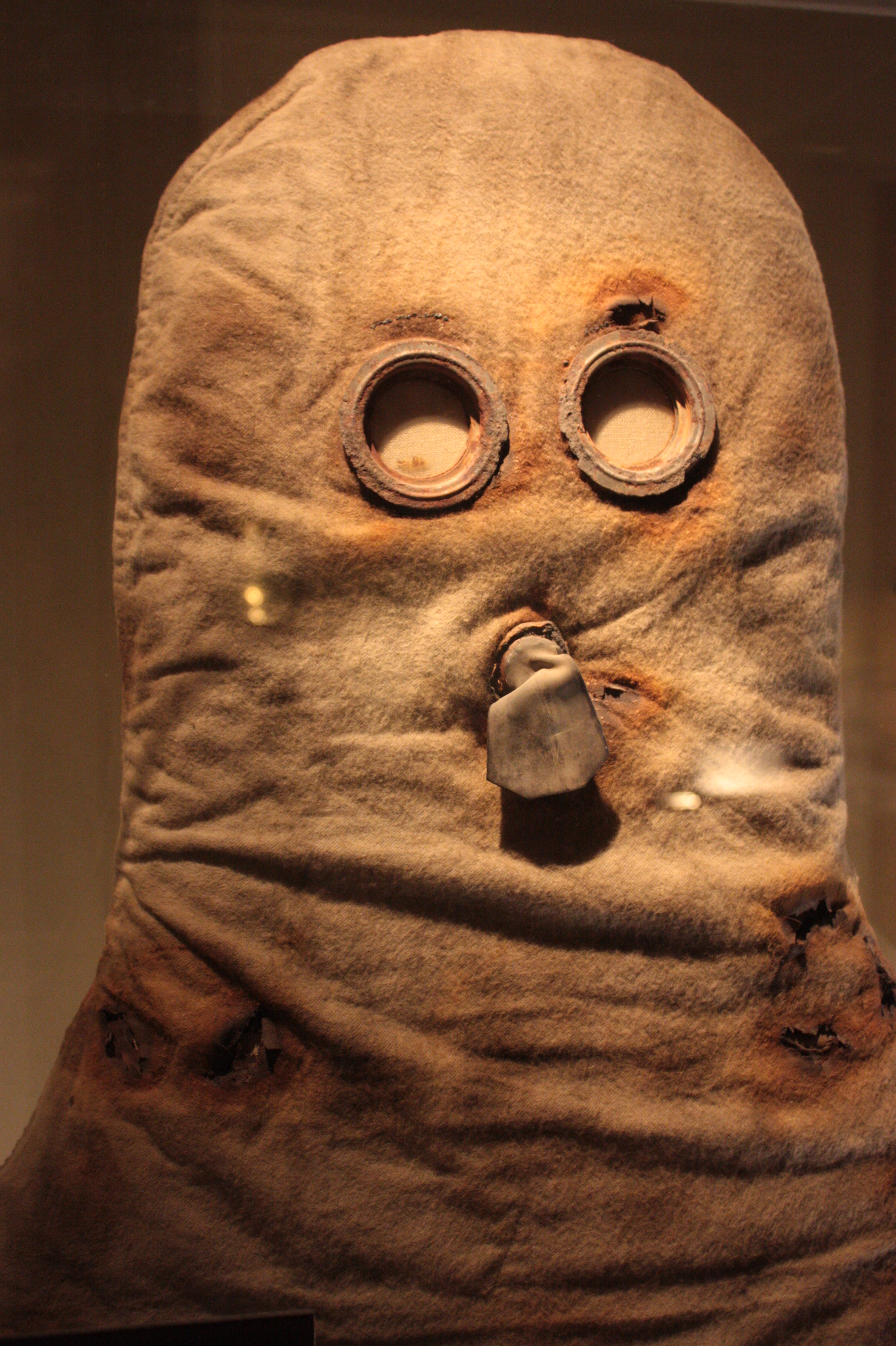
Brytyjski kaptur przeciwgazowy z czasów I wojny światowej, ok. 1915

Rząd brytyjski początkowo odrzucał możliwość użycia broni chemicznej, ponieważ było to sprzeczne z duchem i literą konwencji haskich. Co więcej, użycie gazu do wytrucia żołnierzy przeciwnika było postrzegane przez konserwatywnych brytyjskich wojskowych jako „niesportowe”. Jednak gdy Niemcy 22 kwietnia 1915 roku po raz pierwszy użyli gazu w II bitwie pod Ypres, Brytyjczycy zmienili zdanie. Decyzja o użyciu gazu jako broni ofensywnej zapadła 3 maja 1915 roku, zgodnie z instrukcjami Kitchenera. Dowództwo utworzyło laboratorium w Helfaut niedaleko Saint-Omer, rozmieszczając tam specjalistyczne kompanie Royal Engineers pod dowództwem majora Foulkesa.
22 sierpnia w Helfaut odbyła się demonstracja rozpylenia fali chloru, w której udział wzięli generał Haig oraz dowódcy jego korpusów i dywizji. Chlor znajdował się w stalowych butlach umieszczonych pod przedpiersiem okopu strzelniczego. Elastyczna miedziana rurka łączyła cylinder ze zwykłą, półcalową rurą żelazną, umieszczoną nad przedpiersiem, z wylotem skierowanym w stronę okopów wroga i osłoniętą workami z piaskiem. Cylindry działały na zasadzie syfonu z wodą sodową, a po otwarciu kurka gaz szybko ulatniał się w postaci żółtawobiałej pary, która następnie przekształcała się w zielonkawożółtą chmurę kilka metrów od rury. Spodziewano się, że ze względu na większą gęstość gazu od powietrza będzie on opadał do niżej położonych miejsc, takich jak okopy i piwnice we wsiach, których nie mógł dosięgnąć ostrzał artyleryjski. Miało to zmusić Niemców do wyjścia na otwartą przestrzeń, uniemożliwiając im stawianie skutecznego oporu. W przypadku ataku piechoty bezpośrednio po emisji gazu, prawdopodobieństwo sukcesu natarcia znacznie wzrastało. Prezentacja udowodniła znaczenie gazu bojowego w operacjach ofensywnych. Generałowi Haigowi rozkazano współpracować z generałem Joffre’em, a po prezentacji pojawił się pomysł wykorzystania gazu na całej długości ofensywy na południe od kanału La Bassée.

## Preludium

### Ordre de bataille

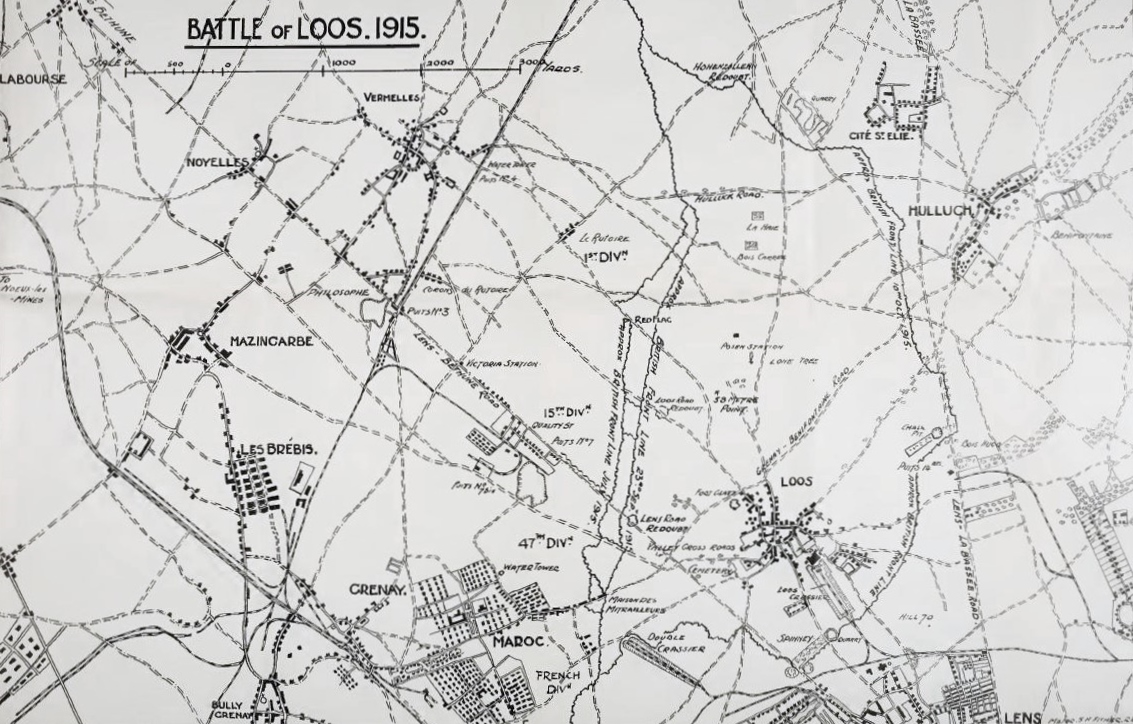
Teren bitwy pod Loos, 1915

Siły przeznaczone do ofensywy składały się z dwóch korpusów: I Korpusu (H. Gough) składającego się z 2 Dywizji (H. Horne), 7 Dywizji (T. Capper), 9 Dywizji Szkockiej (G. Thesiger) i 28 Dywizji (E. Bulfin) oraz IV Korpusu (H. Rawlinson) składającego się z 3 Dywizji Kawalerii (C. Briggs), 1 Dywizji (A. Holland), 15 Dywizji Szkockiej (F. McCracken) i 47 Dywizji (2 Londyńskiej; C. Barter).
Francuzi postanowili utrzymać rezerwę składającą się z Korpusu Kawalerii, Indyjskiego Korpusu Kawalerii i XI Korpusu (Richard Haking), który składał się z Dywizji Gwardii oraz 21 i 24 Dywizji Nowej Armii, które niedawno przybyły do Francji, a także ze sztabu korpusu (niektórzy z jego oficerów nigdy wcześniej nie pracowali razem ani nie służyli w sztabie). Gen. Archibald Murray, zastępca szefa Imperialnego Sztabu Generalnego, doradzał Francuzom, że jako świeżo wyszkoleni żołnierze nadają się raczej do długich marszów bojowych niż do walki w okopach. Francuzi wątpili w osiągnięcie przełomu. Haig i Foch, dowódca Północnej Grupy Armii, chcieli, aby rezerwy znajdowały się bliżej, by móc wykorzystać przełom pierwszego dnia. Francuzi zgodzili się na przesunięcie rezerw bliżej frontu, ale nadal uważali, że nie powinny być angażowane do walki przed drugim dniem ofensywy.
Siły niemieckie składały się z czterech korpusów. IV Korpus (Six von Armin) składał się ze 117 Dywizji (Ernst Kuntze), 8 Dywizji (Thilo von Hanstein), 7 Dywizji (Johannes Riedel) i 123 Dywizji (Saksońskiej; Karl Lucius). VII Korpus (Hermann von François) składał się z 14 Dywizji (Constantin von Altrock). II Korpus Bawarski (Otto von Stetten) składał się z 9., 17 i 18 Bawarskiego Pułku Piechoty. Z kolei Korpus Gwardii składały się z 1 Dywizji Gwardii (Eitel Friedrich, książę pruski) i 2 Dywizji Gwardii (Maximilian von Höhn). Ponadto istniał X Korpus Rezerwowy (Robert Kosch) składający się z 2 Dywizji Rezerwowej Gwardii (Paul Weese).
Bitwa pod Loos była trzecim starciem, w którym specjalistyczne kompanie Royal Engineers zostały użyte do kopania tuneli pod ziemią niczyją, aby umieścić ładunki wybuchowe pod liniami niemieckich okopów, gotowe do zdetonowania o godzinie zero.

## Bitwa

### 25 września

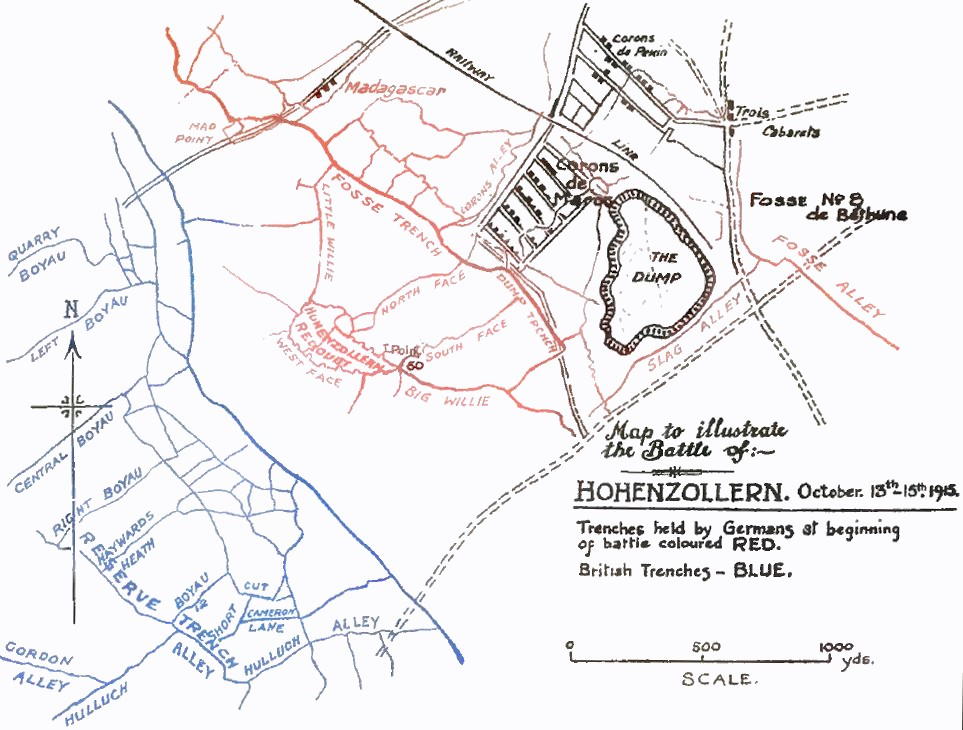
Mapa Reduty Hohenzollernów, październik 1915

W wielu miejscach brytyjskie przygotowanie artyleryjskie nie zdołało zniszczyć niemieckiego drutu kolczastego. Inżynierowie obsługujący butle z gazami bojowymi ostrzegali przed ich użyciem z powodu słabości i nieprzewidywalności kierunku wiatru, ale zostały one zignorowane przez gen. Gougha. W niektórych miejscach gaz cofał się do brytyjskich linii i powodował większe straty wśród Brytyjczyków niż Niemców. Posuwając się przez otwarte pola, w zasięgu niemieckich karabinów maszynowych i artylerii, brytyjska piechota poniosła ciężkie straty. Brytyjczykom udało się w niektórych miejscach przebić przez słabszą obronę niemiecką i zdobyć wioskę Loos-en-Gohelle, głównie dzięki przewadze liczebnej. Problemy z zaopatrzeniem i komunikacją, w połączeniu z późnym przybyciem rezerw, sprawiły jednak, że przełomu nie udało się wykorzystać. Haig dowiedział się dopiero o 10:00 rano, że dywizje zbliżają się do frontu. Francuzi rozmawiali z Haigiem od 11:00 do 11:30 i zgodzili się na przejęcie przez Haiga kontroli nad rezerwami, ale ten zamiast skorzystać z telefonu, pojechał osobiście do kwatery głównej Hakinga i wydał rozkaz dopiero o 12:10. Haig usłyszał od Hakinga o 13:20, że rezerwy posuwają się naprzód. Francuzi nie wiedzieli, że drogi, z których będą musiały korzystać ich rezerwy, zostały zniszczone przez ostrzał artyleryjski i nie nie naprawili ich. Większość dywizji rezerwowych musiała więc maszerować przez cały dzień i noc zatłoczonymi, polnymi drogami.

### 26–28 września
Kiedy bitwa została wznowiona następnego dnia, Niemcy odzyskali i umocnili swoje pozycje obronne. Większość drutu kolczastego, w niektórych miejscach o głębokości 9 m, pozostała nienaruszona, a Brytyjczycy wykorzystali całe swoje zapasy gazu chlorowego. Brytyjskie próby kontynuowania natarcia z rezerwami zostały odparte. Brytyjskie przygotowanie artyleryjskie, trwające około dwadzieścia minut, sprowadzało się do chaotycznego, rozproszonego na dużym obszarze ostrzału i najwyraźniej nie spowodowało żadnych ofiar po stronie przeciwnika. Niemieccy strzelcy karabinów maszynowych zgłaszali, że „czuli mdłości” na widok tak wielu ciał i w końcu zaprzestali prowadzenia ognia, aby Brytyjczycy mogli wycofać się ze swoimi rannymi. 28 września French powiedział Fochowi, że lukę można „wyprzedzić” tuż na północ od Wzgórza 70, chociaż Foch uważał, że będzie to trudne do skoordynowania, a Haig odpowiedział mu, że 1 Armia nie jest w stanie prowadzić dalszych ataków. 28 września nastąpiła cisza, a Brytyjczycy wrócili na linię wyjściową, tracąc w sumie ponad 20 000 żołnierzy, w tym trzech generałów majorów.

### Operacje lotnicze
Królewski Korpus Lotniczy w bitwie pod Loos znalazł się pod dowództwem generała-brygadiera Hugh Trencharda. W akcji wzięły udział 1., 2. i 3 Skrzydło pod dowództwem pułkowników Edwarda Ashmore’a, Johna Salmonda i Seftona Branckera. Ponieważ Brytyjczykom brakowało amunicji artyleryjskiej, samoloty wykonywały loty rozpoznawcze przed bitwą, aby upewnić się, że pociski na pewno spadną w cel. Podczas pierwszych dni bitwy samoloty oznaczające cele, wyposażone w lepsze nadajniki bezprzewodowe, pomagały kierować ogniem brytyjskiej artylerii. Później w trakcie ofensywy piloci przeprowadzili pierwsze w historii taktyczne bombardowanie pozycji przeciwnika z powietrza. Maszyny z 2. i 3 Skrzydła zrzuciły wiele bomb 45-kilogramowych na niemieckie pozycje, pociągi, linie kolejowe i stacje rozrządowe. Gdy ofensywa lądowa utknęła w martwym punkcie, brytyjscy piloci i obserwatorzy latali nisko nad pozycjami niemieckimi, dostarczając artylerii informacji o celach.

## Następstwa

### Analiza

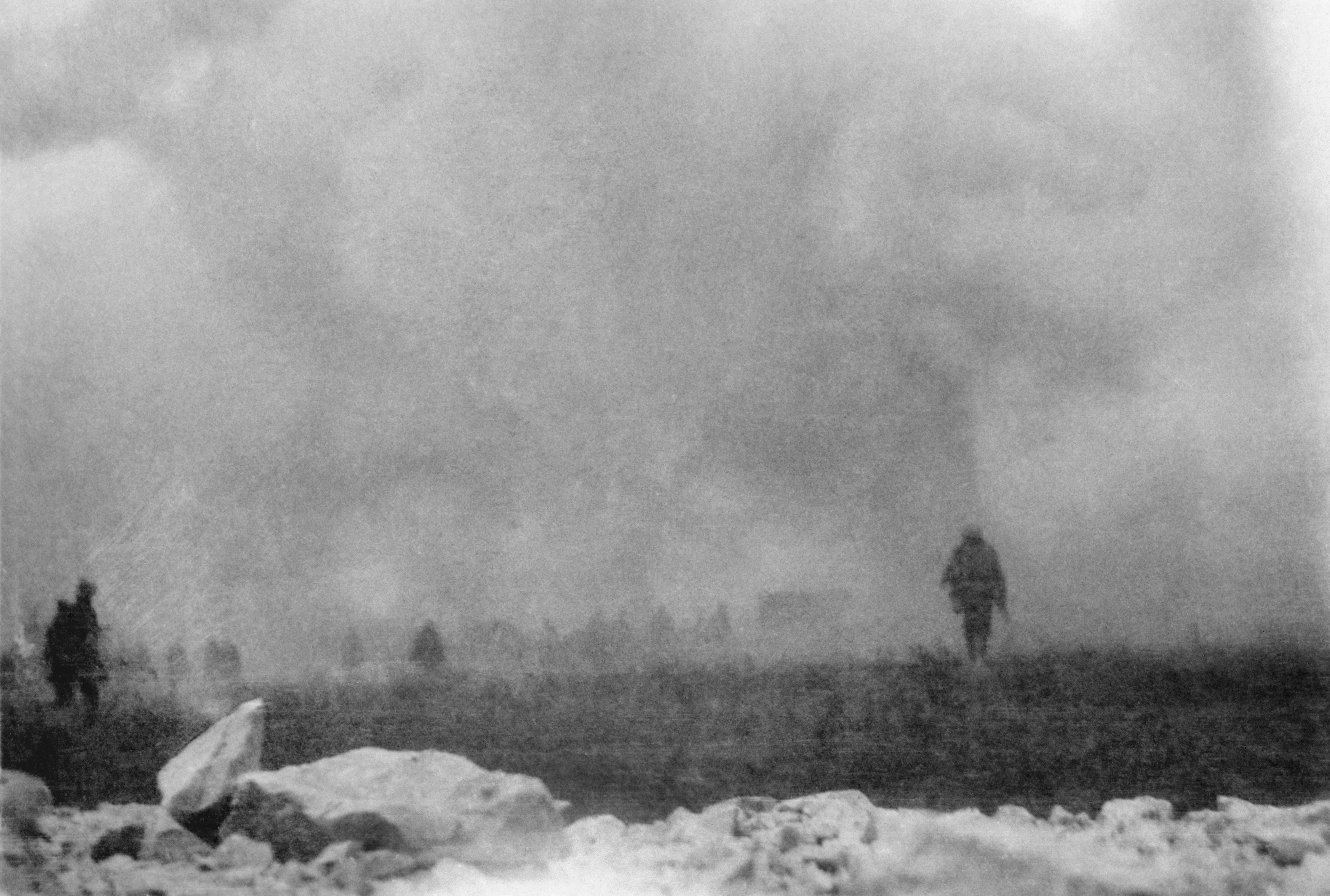
Brytyjska piechota atakująca przez gaz pod Loos, 25 września 1915

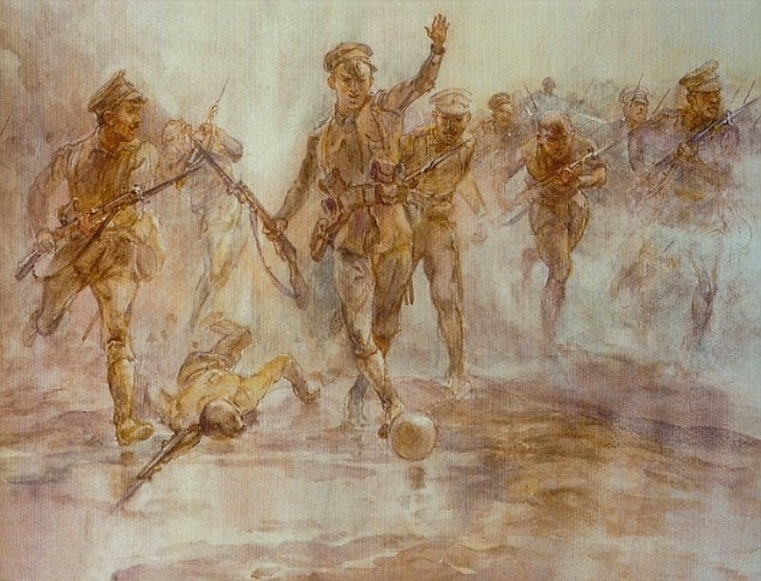
A London Irish at Loos – obraz Elizabeth Thompsona. Pokazuje szeregowca Franka Edwardsa prowadzącego atak i kopiącego przed sobą piłkę futbolową

Rawlinson napisał do doradcy króla Arthura Bigge’a 28 września:

Z tego, co udało mi się ustalić, niektóre dywizje faktycznie dotarły do okopów wroga, ponieważ ich ciała można teraz zobaczyć na drucie kolczastym.

Gen. mjr Richard Hilton, wówczas oficer Forward Observation, powiedział o bitwie:

Napisano wiele bzdur o Loos. Prawdziwą tragedią tej bitwy było to, jak bliskie było [nasze w niej] całkowite zwycięstwo. Większość z nas, którzy dotarliśmy na szczyt Wzgórza 70 i przeżyliśmy, była głęboko przekonana, że przebiliśmy się [przez wrogie pozycje] w tę niedzielę, 26 września 1915 roku. Wydawało się, że przed nami nie ma nic, poza niezajętym i niekompletnym systemem okopów. Jedyne dwie rzeczy, które uniemożliwiły nam wkroczenie na przedmieścia Lens, to: po pierwsze, wyczerpanie samych „Jocków” (ponieważ tego dnia przeszli przez ciężki marsz i walkę), a po drugie, ostrzał flankujący licznych niemieckich karabinów maszynowych, które zmiotły to nagie wzgórze, strzelając z niektórych budynków fabrycznych w Saint-Augustin na południe od nas. Wszystko, czego potrzebowaliśmy, to więcej amunicji artyleryjskiej, aby zniszczyć te wyraźnie zlokalizowane karabiny maszynowe, plus trochę świeżej piechoty, która zastąpiłaby zmęczonych i wyczerpanych „Jocków”. Niestety, ani amunicja, ani posiłki nie były natychmiast dostępne, a wielka okazja przepadła.

Feldmarszałek French był krytykowany już przed przed bitwą i stracił zupełnie poparcie w rządzie i armii z powodu brytyjskiej porażki oraz przekonania, że źle radził sobie z dywizjami rezerwowymi. French został zastąpiony przez Haiga jako głównodowodzący Brytyjskich Sił Ekspedycyjnych 15 grudnia 1915 roku. Chociaż Haig i Gough popełnili błąd w sztuce wojennej, angażując zbyt wiele swoich sił pierwszego dnia, w dużej mierze uniknęli winy za katastrofę. Połączenie złego planowania taktycznego, braku wiedzy o warunkach i słabego dowodzenia przy włączaniu rezerw do walki przez Frencha zostało określone jako przyczyna brytyjskiej porażki przez historyka Johna Keegana w jego wielkiej monografii I wojny światowej z 1998 roku.

### Straty
Straty brytyjskie poniesione w głównym ataku wyniosły 48 367, a w atakach pomocniczych kolejne 10 880 żołnierzy, co stanowi łącznie 59 247 z 285 107 wszystkich brytyjskich strat na froncie zachodnim w całym 1915 roku. James Edmonds, oficjalny brytyjski historyk, oszacował niemieckie straty w okresie od 21 września do 10 października na ok. 26 000 z ok. 141 000 ofiar poniesionych na froncie zachodnim podczas jesiennych ofensyw w Artois i Szampanii. 54 brytyjskich oficerów zginęło lub zostało rannych w bitwie pod Loos. W Der Weltkrieg, oficjalnym niemieckim sprawozdaniu, podano straty 6 Armii w wysokości 29 657 żołnierzy do 21 września; pod koniec października liczba ta wzrosła do 51 100, a całkowite straty niemieckie w Bitwie Jesiennej (Herbstschlacht) w Artois i Szampanii określono na 150 000 ludzi. Z tej liczby ok. 26 000 niemieckich strat przypisano bitwie pod Loos.

### Następne operacje (3–13 października)
Niemcy podjęli kilka prób odbicia Reduty Hohenzollernów, które udało im się zrealizować 3 października. 8 października Niemcy próbowali odzyskać większość pozostałego utraconego terenu, atakując pięcioma pułkami wokół Loos i przeciwko części 7 Dywizji na lewym skrzydle. Mglista pogoda utrudniała obserwację, przygotowanie artyleryjskie było niewystarczające, a brytyjscy i francuscy obrońcy byli dobrze przygotowani za nienaruszonym drutem kolczastym. Niemiecki atak został odparty ze stratą 3000 ludzi, ale udało się zakłócić brytyjskie przygotowania do kolejnego natarcia, powodując opóźnienie do nocy z 12 na 13 października. Brytyjczycy przeprowadzili ostatni atak na Loos 13 października, który nie powiódł się z powodu braku granatów ręcznych. Haig myślał, że możliwe będzie przeprowadzenie kolejnego natarcia 7 listopada, ale połączenie ulewnego deszczu i celnego niemieckiego ostrzału w drugiej połowie października przekonało go do zaniechania tej próby.

## Upamiętnienie

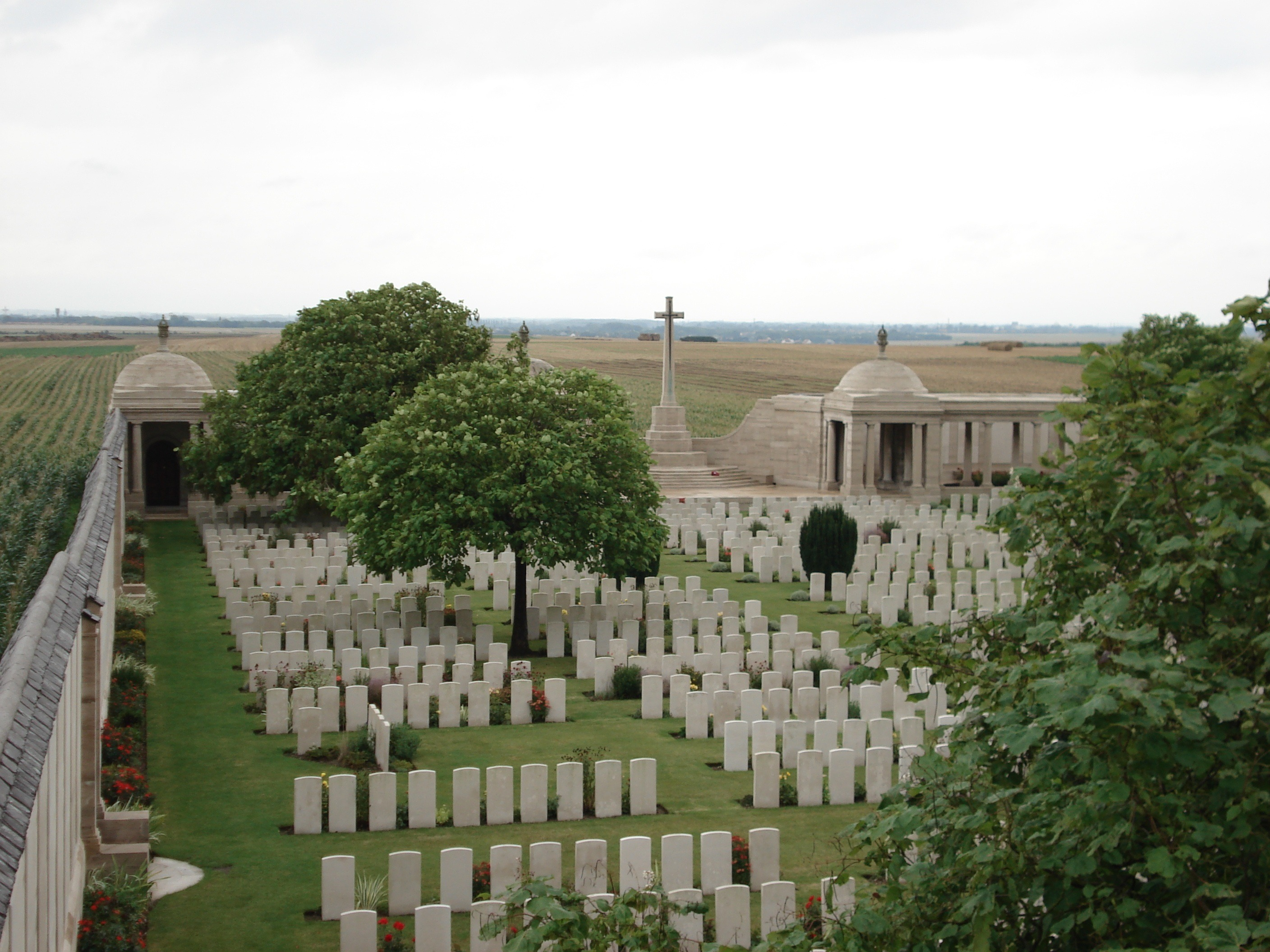
Loos Memorial

Loos Memorial upamiętnia ponad 20 000 żołnierzy z Wielkiej Brytanii i Wspólnoty Narodów, którzy polegli w bitwie i nie mają znanego miejsca pochówku. Gmina Crescent Island w Kolumbii Brytyjskiej zmieniła nazwę na Loos, aby uczcić poległych w bitwie. Kilku ocalałych jej uczestników napisało książki o swoich przeżyciach, Robert Graves opisał bitwę i następujące po niej dni w swoich wspomnieniach Good-Bye to All That (1929), Patrick MacGill, który służył jako noszowy w Pułku London Irish Rifles i został ranny pod Loos w październiku 1915 roku, opisał bitwę w swojej autobiograficznej powieści The Great Push (1916), a James Norman Hall opowiedział o swoich doświadczeniach w armii brytyjskiej pod Loos w Kitchener's Mob (1916).